# Lebendiges Museum Odershausen

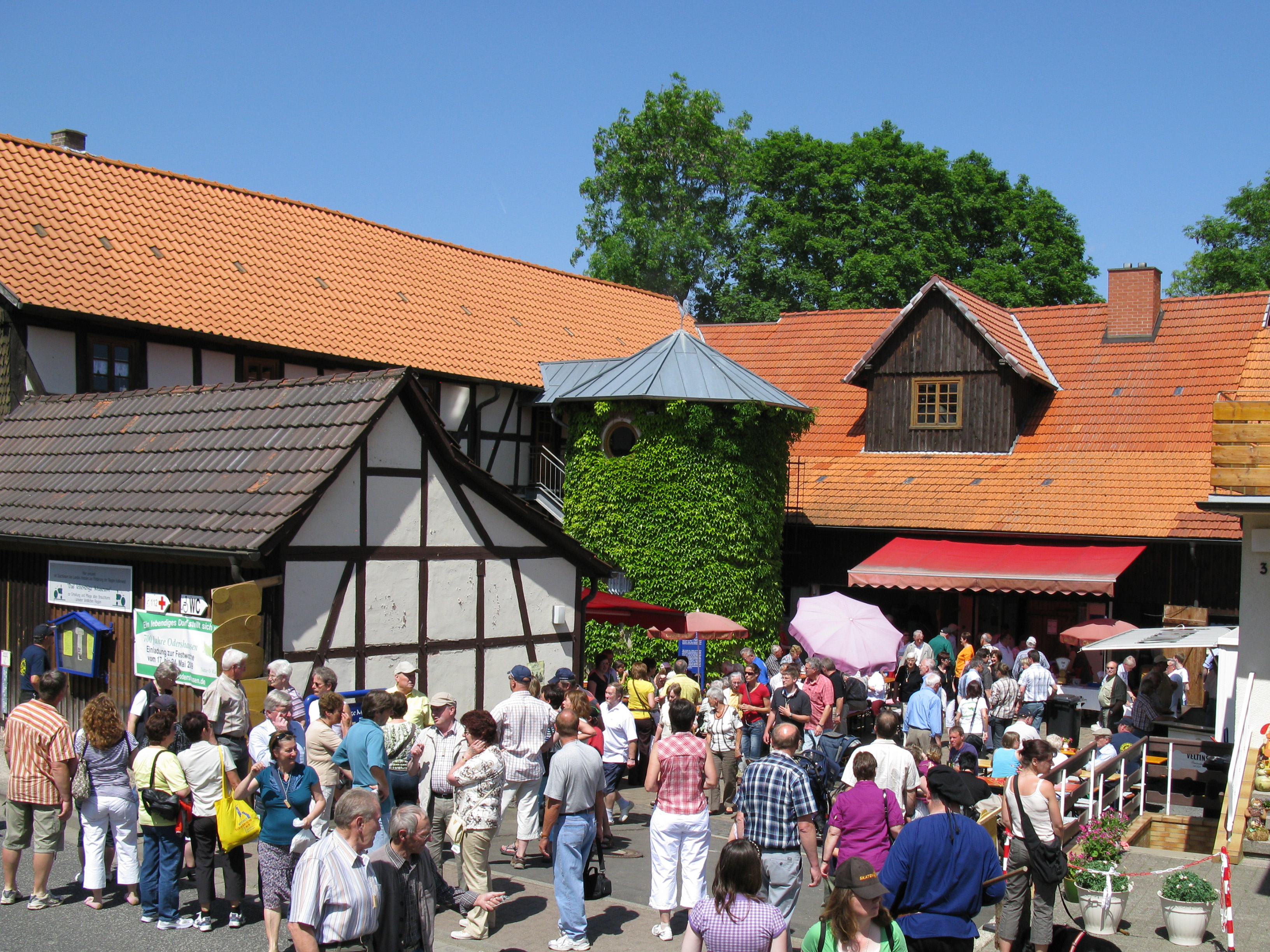
Museumshof im Mai 2009 beim 700-Jahre-Fest des Dorfs

Das Lebendige Museum Odershausen ist ein Dorfmuseum im Stadtteil Odershausen der Stadt Bad Wildungen im nordhessischen Landkreis Waldeck-Frankenberg.

## Geographische Lage
Odershausen liegt südlich der Kernstadt Bad Wildungen im östlichen Teil des Naturparks Kellerwald-Edersee. Am südöstlichen Ortsrand treffen sich die Bundesstraße 253 und die Bundesstraße 485. Das Museum befindet sich an der Wildunger Straße Nr. 3, zwischen der Wildunger Straße und dem nördlich vorbeifließenden Kaltebornsbach.

## Geschichte
Der „Verein zur Erhaltung historischer Landmaschinen und Traktoren e.V.“, 1989 in Odershausen gegründet, hatte sich zum Ziel gesetzt, ein „lebendiges Museum“ einzurichten und zu betreiben, um das traditionelle bäuerliche und dörfliche Leben zu präsentieren. Mit dem Erwerb von zwei großen, einander benachbarten Scheunen im Jahre 1991 begann der Plan Gestalt anzunehmen. Die eine, 1741 errichtet, gehört zu den ältesten Gebäuden des Ortes und war jahrelang Teil des Hofes der Familie Meyer. Die andere, erstmals 1758 erwähnt, war Teil des Hofes der Familie Debes und über 200 Jahre in deren Besitz. Als dann 1993/1994 die letzten Grundstücksfragen geklärt waren, konnten auch die noch verbliebenen Gebäudeteile und das ehemalige Silo von Meyers Hof erworben und alles zu einem großen Museum zusammengeführt werden.
In den Jahren 1996 und 1997 wurden die Museumsgebäude von der Stadt Bad Wildungen und dem Verein aufwändig saniert. Zur Finanzierung kamen Zuschüsse vom Land Hessen und der EU hinzu. Die Kosten für die Sanierung der Gebäude beliefen sich auf fast eine Million Euro; in dieser Summe waren die Eigenleistungen der Vereinsmitglieder in erheblichem Umfang mit enthalten.

## Das Museum

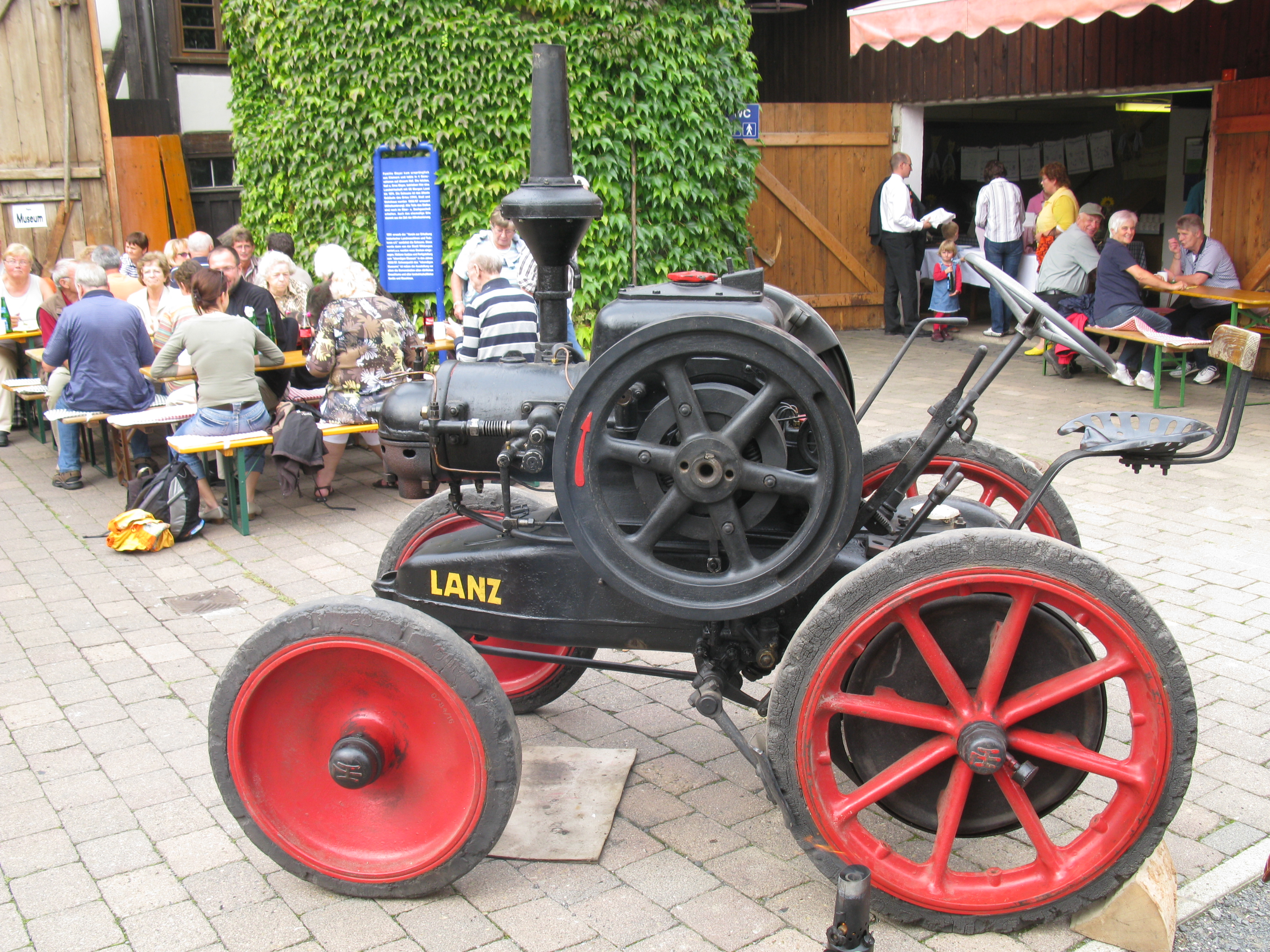
Alter Lanz-Bulldog des Museums

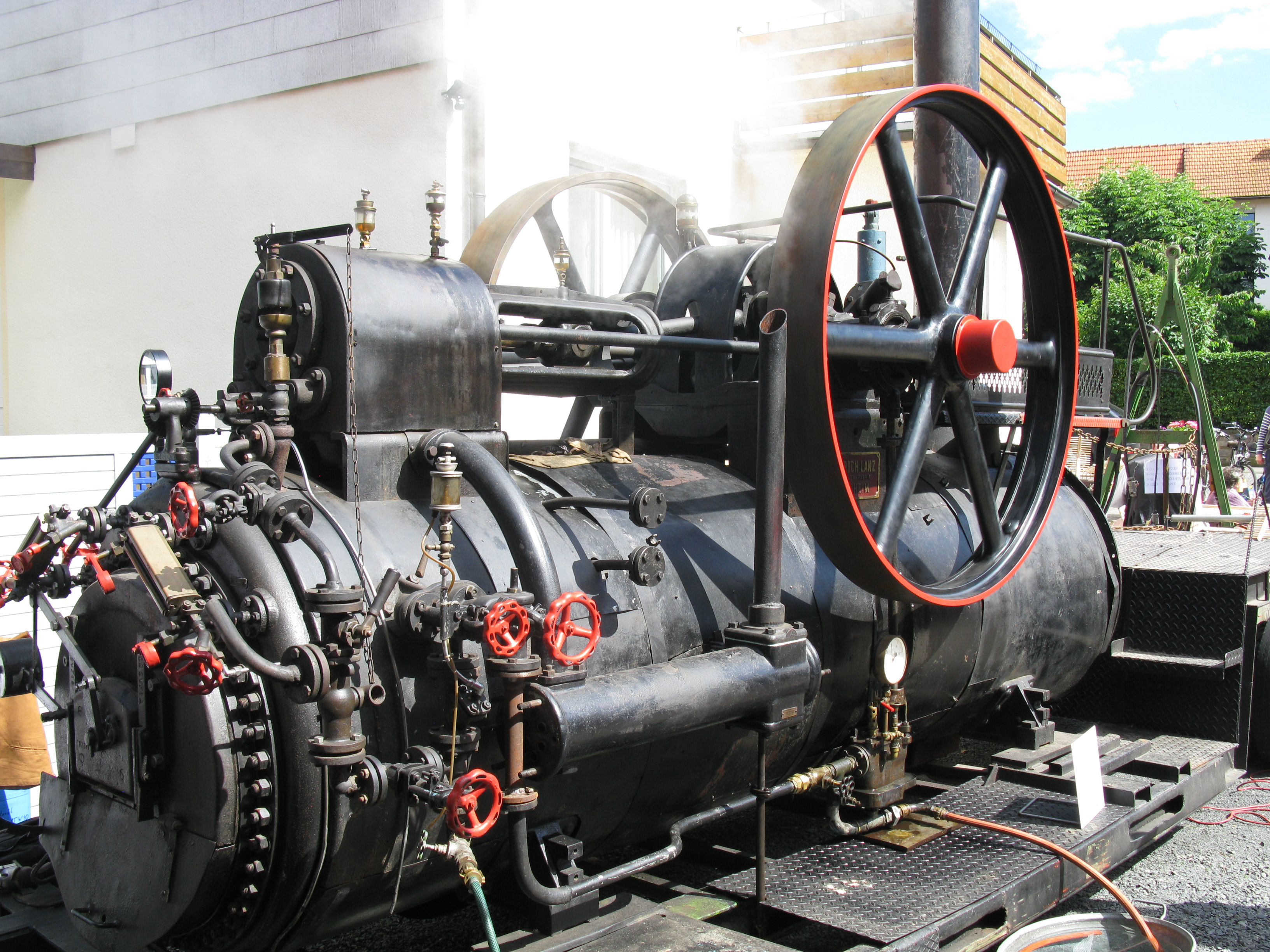
Alte Dampfmaschine

In den beiden Scheunen und auf dem Museumshof werden traditionelle landwirtschaftliche Arbeitsweisen und alte Handwerksberufe vorgestellt und gepflegt. Maschinen, Geräte und Werkzeuge ermöglichen eine „interaktive“ Reise in vergangene Zeiten.
Auf dem recht großen Anwesen erwacht das Museum einmal im Monat von Mai bis November zum Leben und die Ausstellung wird zur Vorstellung. Meistens am dritten Sonntag des Monats „lebt das Museum“ und die Aktiven des Vereins, teils in Kostümen, führen vor, wie sich das dörfliche Leben einst abspielte.
Je nach aktueller Jahreszeit wird/werden dann zum Beispiel:
- Getreide gedroschen
- Getreide zu Mehl gemahlen
- Brot oder Kuchen im mit Holz befeuerten Backofen gebacken
- aus frischer Milch Butter hergestellt, also gebuttert
- Kartoffeln gedämpft
- Kraut für Sauerkraut eingehobelt
- Sauerkraut gemacht
- Äpfel gekeltert
- Obstweine und Obstsäfte hergestellt
- Schepperlinge auf dem Kohleherd gebacken
- Waffeln im Waffeleisen über Feuer gebacken

- Pferde beschlagen
- Schafe geschoren
- ein Schwein geschlachtet
- Brat-, Blut- und Leberwurst gemacht
- Wurstesuppe gekocht

- Sensen gedengelt
- Kreuzhacken und Äxte geschärft
- Eisenringe für Wagenräder geschmiedet
- Wagenräder repariert
- Rechen aus Holz hergestellt
- Besen gebunden
- Körbe geflochten
- Schuhe besohlt

- Flachs bearbeitet
- gesponnen und gewebt
- Wäsche gewaschen
- Strümpfe gestrickt

- der Lanz-Bulldog zum Leben erweckt
- der alten Dampfmaschine Dampf gemacht

Jeder dieser Aktions-Sonntage steht unter einem besonderen Motto, das der jeweiligen Jahreszeit angepasst ist, wie „Schafschur & rund um die Wolle“ oder „Vom Korn zum Steinofenbrot“ oder auch „Schlachtetag im Waldeckischen“.
Gezeigt werden viele Aktivitäten, deren Produkte dann auch oft direkt vor Ort verspeist werden können.
Koordinaten: 51° 5′ 14″ N, 9° 6′ 31″ O